# Südstaaten-Rotfledermaus
Die Südstaaten-Rotfledermaus (Lasiurus seminolus) ist eine Fledermausart aus der Familie der Glattnasen (Vespertilionidae), die in Nord- und Zentralamerika beheimatet ist.

## Beschreibung
Die Südstaaten-Rotfledermaus ist mit einer durchschnittlichen Gesamtlänge von 97,7 mm und einem Gewicht von 10,8 bis 13,8 g eine mittelgroße Fledermaus. Sie kann aufgrund ihrer rötlichen Fellfarbe mit der Roten Fledermaus (Lasiurus borealis) verwechselt werden. Lasiurus seminolus ist jedoch eher mahagonibraun, während die Rote Fledermaus meist ziegelrot gefärbt ist. An den Daumenansätzen und den Schultern besitzt die Art weiße Flecken. Das Fell im Gesicht und um die Ohren ist generell kürzer und heller als das restliche Fell. Die Ohren selber sind kurz und rund mit einem ebenfalls abgerundeten Tragus.

## Lebensweise
Die Südstaaten-Rotfledermaus ist wie die meisten Fledermäuse nachtaktiv und ernährt sich von Insekten. Dabei fliegt sie hoch über den Baumkronen und fängt die Beute im Flug.
Ihr Verbreitungsgebiet ist in der Regel an das Vorkommen von Spanischen Moos (Tillandsia usneoides) gekoppelt, welches tagsüber häufig als Versteck bevorzugt wird. Darüber hinaus findet man die Art auch unter lockerer Baumrinde und in Blättern. Lasiurus seminolus gilt als Einzelgänger und so findet man selten mehrere Tiere am selben Hangplatz. In Ausnahmefällen hängen die Tiere in einem Abstand von mindestens 30 cm voneinander.
Im Winter migriert sie wahrscheinlich wie andere Arten der Gattung Lasiurus die in gemäßigten Gebieten vorkommen in südlichere Regionen ihres Verbreitungsgebiets. Lasiurus seminolus erwacht bei wärmeren Temperaturen besonders in südlichen Gebieten aus dem Winterschlaf und begibt sich auf nächtliche Futtersuche. Generell fliegt die Art jedoch bei Temperaturen unter 18 °C nicht aus.

## Fortpflanzung
Wie bei anderen Vertretern der Gattung der Roten Fledermäuse paaren sich Männchen und Weibchen wahrscheinlich im Herbst. Über den Winter lagern die Weibchen die Spermien ein. Der Eisprung findet erst im Frühling statt, woraufhin die Eizelle mit den gelagerten Spermien befruchtet wird. Lasiurus intermedius wird im Schnitt mit 3,3 Embryonen trächtig, was ungewöhnlich für Fledermäuse ist, die in der Regel lediglich 1–2 Jungtiere pro Wurf gebären.

## Verbreitung
Die Südstaaten-Rotfledermaus kommt in den südöstlichen Vereinigten Staaten vor. Die IUCN schätzt die Art dank ihrer weiten Verbreitung und ihres Vorkommens in geschützten Gebieten als ungefährdet ein.